# .35 Winchester Self-Loading

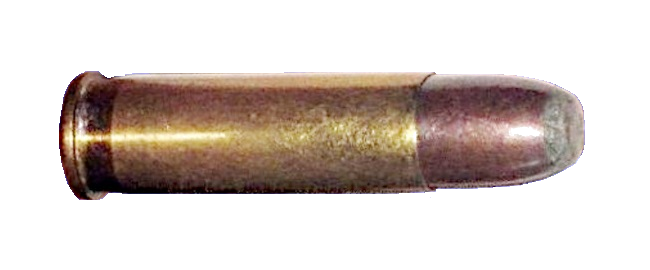
O cartucho .35 Winchester Self-Loading.

O .35 Winchester Self-Loading (coloquialmente .35SL, .35SLR, .35WSL) é um cartucho de fogo central para rifle, com semi-aro em formato "cilíndrico", foi criado em 1905 pela Winchester Repeating Arms Company para uso no rifle semiautomático por ação de blowback Model 1905, que por sua vez, era uma versão de fogo central do Model 1903.

## Visão geral
A Winchester introduziu o .32SL e o .35SL no rifle Winchester '05 como uma versão de cartucho de fogo central do Winchester '03. O cartucho .35SL se provou popular a princípio com o público em geral como um cartucho de caça para cervos e ursos-negros, de curto alcance, mas logo foi substituído pela introdução do .351SL mais poderoso no Winchester '07.
Muitos agora consideram o .35SL inadequado para caça de cervos, mas ainda pode ser adequado para coiotes ou animais de tamanho médio semelhantes em distâncias curtas. Quando introduzido pela primeira vez, no entanto, o notável especialista em armas de fogo Townsend Whelen observou que o cartucho .35SL exibia balística semelhante ao cartucho .38-40 de pólvora negra de baixa pressão.

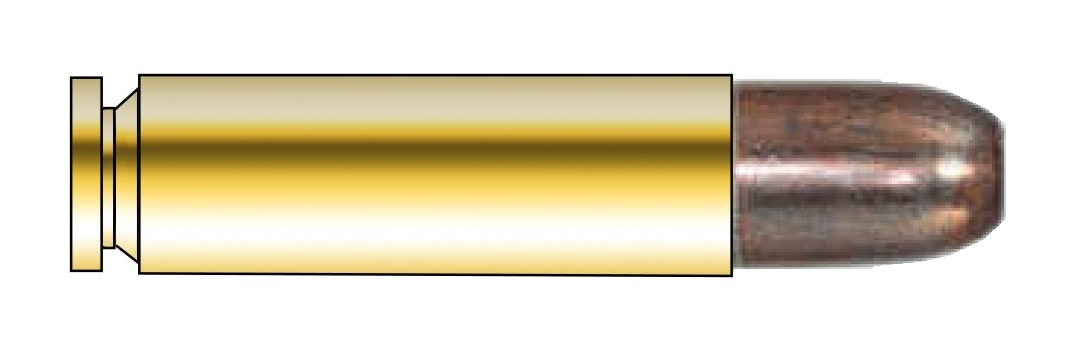
Diagrama do cartucho .35 Winchester Self-Loading.

## Galeria

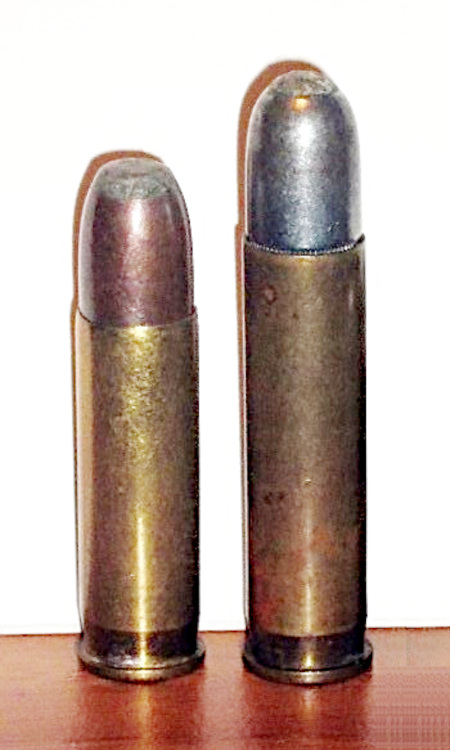
O .35 Winchester Self-Loading (esq.) ao lado do .351 Winchester Self-Loading.
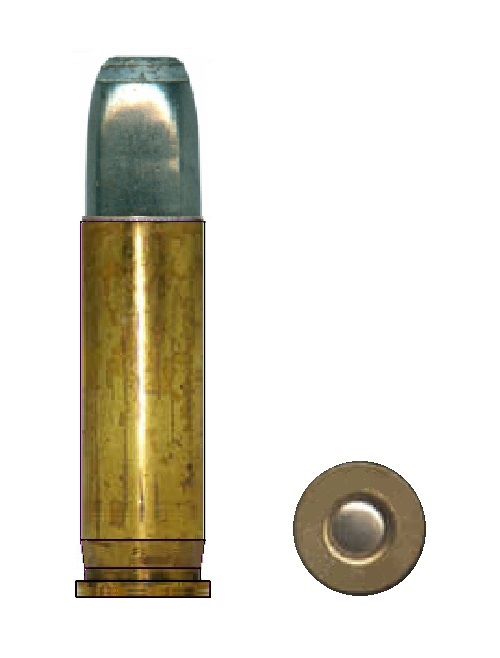
O cartucho .35 Winchester Self-Loading.

## Dimensões

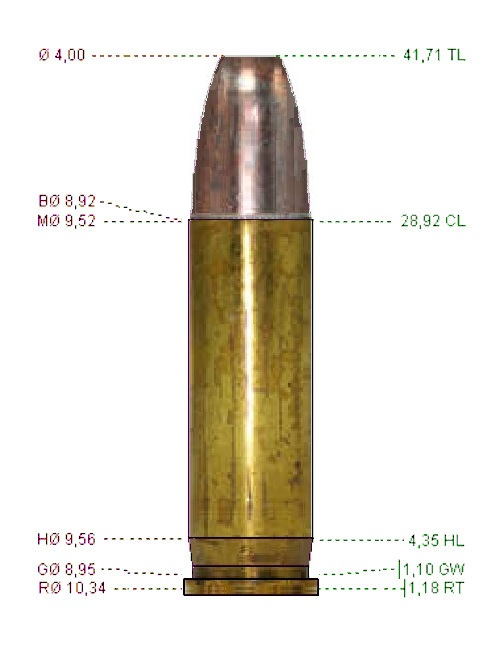